# أنطونيلا ديلا بورتا
أنطونيلا ديلا بورتا (بالإيطالية: Antonella Della Porta) هي ممثلة إيطالية (وحملت سابقاً جنسية مملكة إيطاليا)، ولدت في 18 أغسطس 1927 في ريدجو كالابريا في إيطاليا، وتوفيت في 16 يوليو 2002 في روما في إيطاليا.

## أعمال

### أفلام
- امرأتان

## وصلات خارجية
- أنطونيلا ديلا بورتا على موقع IMDb (الإنجليزية)
- أنطونيلا ديلا بورتا على موقع ديسكوغز (الإنجليزية)
- أنطونيلا ديلا بورتا على موقع قاعدة بيانات الفيلم (الإنجليزية)